# Ígor II de Kíev
Ígor II Olgòvitx (Игорь II Олегович en rus) (Kíev?, s. XI - Kíev, 19 de setembre de 1147) fou príncep de Txernígov i gran príncep de Kíev en 1146. És venerat com a sant màrtir per l'Església Ortodoxa Russa.

## Biografia
Fill d'Oleg Sviatoslàvitx de Txernígov (avui Txerníhiv), fou escollit com a successor del seu germà Vsèvolod II de Kíev quan aquest morí l'1 d'agost de 1146.. Encara que Vsevolod havia fer prometre als nobles de Kíev que serien fidels al seu germà, era impopular i hi hagué resistència a la successió. Els cronistes diuen que Ígor era avariciós, violent i mal governant. En poc menys de dues setmanes, els nobles de Kíev van cridar el seu cosí i rival Iziaslav Msistislàvitx, per oferir-li el tron. Iziaslav, malgrat que havia promès no reclamar els seus drets, va atacar i derrotar Ígor i el seu germà Sviatoslav.
Sviatoslav va poder escapar, però Ígor, amb una malaltia que li impedia de caminar bé, fou capturat i el cosí va fer-lo llançar a un pou perquè hi restés pres. Hi fou fins a la tardor de 1146, quan, molt malalt, demanà permís per fer-se monjo i sortir-ne. Iziaslav l'alliberà, però Ígor estava tan afeblit que va estar a punt de morir.

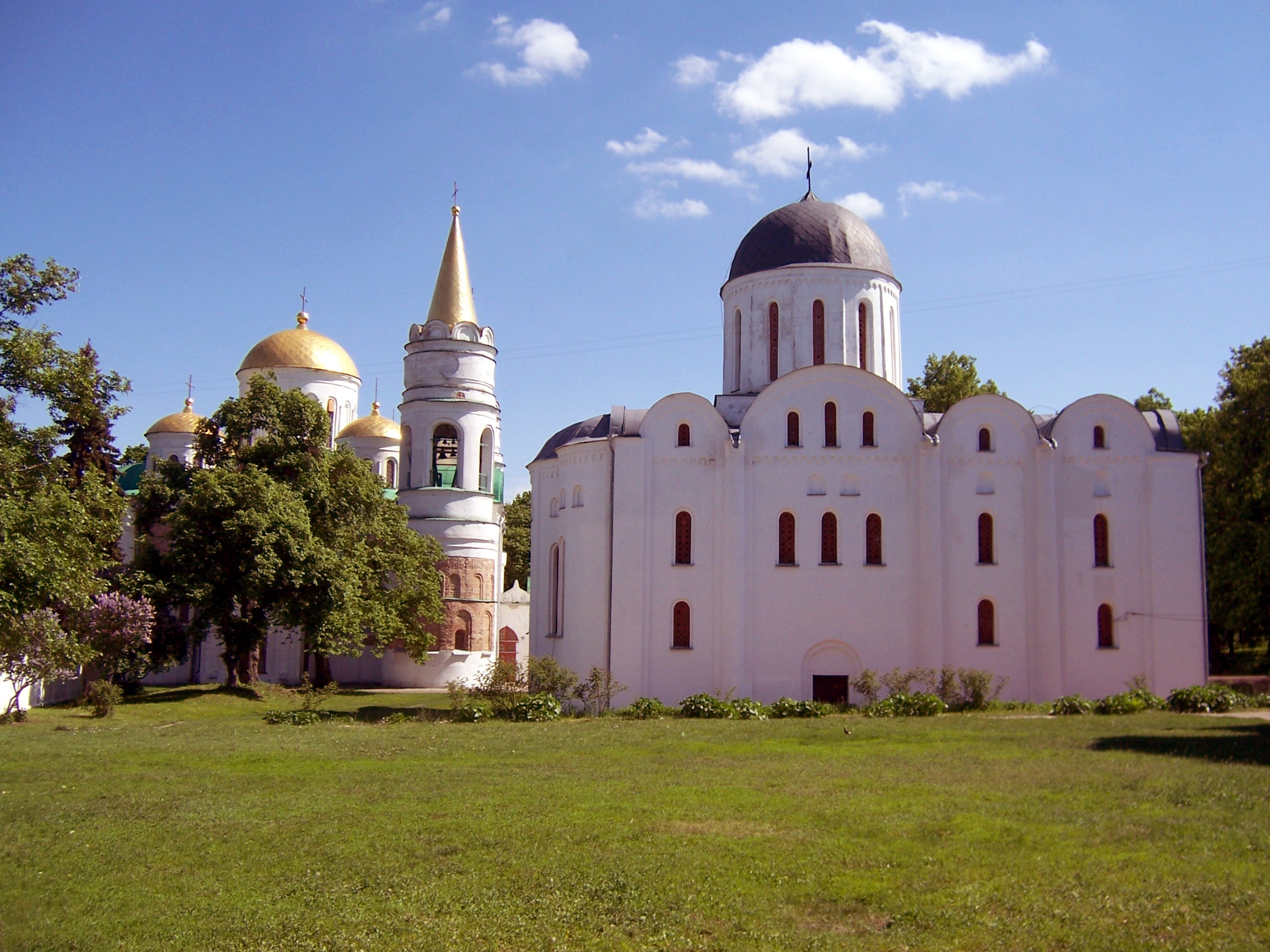
Catedral de la Transfiguració de Txernihiv, lloc d'enterrament d'Ígor II.

Pogué ingressar al monestir de Sant Teodor de Kíev, prenent-hi el nom d'Ignasi. Ja restablert, en 1147 fou atacat per una multitud, que erròniament pensava que Ígor volia usurpar el tron d'Iziaslav. El germà d'aquest, Vladímir, intentà salvar-lo, però la gent el llençà des d'una balconada i Ígor morí. El seu cos fou lligat a un carro i exhibit al mercat fins que Vladímir el rescatà.
Aviat se li atribuïren miracles i fou tingut per sant i màrtir, essent venerat per l'Església Ortodoxa Russa. El 5 de juny de 1150, les seves restes foren exhumades i portades a l'església de la Transfiguració de Txernígov, cerimònia equivalent a una canonització. La seva festa litúrgica és el 5 de juny del calendari julià, equivalent al 18 de juny del gregorià.